# Salvia scabra
Salvia scabra là một loài thực vật có hoa trong họ Hoa môi. Loài này được Thunb. miêu tả khoa học đầu tiên năm 1800.